# Georges Riom
Georges Riom (Nantes, Francia, 1877) fue un ilustrador francés conocido por su firma (G. Riom) en diversas litografías y propagandas de finales del siglo XIX y principios de siglo XX. Es reconocido por sus colecciones de ilustraciones de flores con estilo art nouveau.

## Biografía
Fue el primogénito de Georges Riom (1850-1895) y Marie-Anne Pinard (1852-1933). La muerte de su padre a los 45 años afectó a su madre psicológicamente, volviéndose incapaz del cuidado de sus hijos, decide dejarlos al cuidado de su hermano Maurice. Maurice Pinard se encargaba de la fábrica de hojalatería de su suegro, este detalle es importante porque En 1898 George trabajaría en dos diseños para latas de galletas Lefèvre-Utile con su primo Alfred Riom que había heredado la compañía de impresión de metales de su padre.